# Basasteron leucosemum
Basasteron leucosemum är en spindelart som först beskrevs av William Joseph Rainbow 1920.  Basasteron leucosemum ingår i släktet Basasteron och familjen Zodariidae. Inga underarter finns listade.